# Synchlora attendaria
Synchlora attendaria är en fjärilsart som beskrevs av Heinrich Benno Möschler 1890. Synchlora attendaria ingår i släktet Synchlora och familjen mätare. Inga underarter finns listade i Catalogue of Life.